# اجانال
اجانال (به انگلیسی: Ajanale) یک منطقهٔ مسکونی در هند است که در مهاراشترا واقع شده‌است.

## خصوصیات
اجانال ۴٬۱۷۳ نفر جمعیت دارد.